# Foetidia obliqua
Foetidia obliqua là một loài thực vật có hoa trong họ Lecythidaceae. Loài này được Blume mô tả khoa học đầu tiên năm 1850.